# Olympische Jugend-Sommerspiele 2010/Teilnehmer (Sudan)
| Gelbes Symbol für Goldmedaillen mit stilisierten Olympischen Ringen | Graues Symbol für Silbermedaillen mit stilisierten Olympischen Ringen | Braundes Symbol für Bronzemedaillen mit stilisierten Olympischen Ringen |
| ------------------------------------------------------------------- | --------------------------------------------------------------------- | ----------------------------------------------------------------------- |
| —                                                                   | —                                                                     | —                                                                       |

Die Jugend-Olympiamannschaft aus Sudan für die I. Olympischen Jugend-Sommerspiele vom 14. bis 26. August 2010 in Singapur bestand aus acht Athleten.

## Athleten nach Sportarten

### Leichtathletik
| Mädchen - Tasabih El-Sayed 400 m Hürden: 9. Platz | Jungen - Sadam Koumi 400 m: 4. Platz - Elnazer Abdelrahman 1000 m: 9. Platz - Abdelmunaim Adam 3000 m: 12. Platz - Ali Mohamed 400 m Hürden: 10. Platz - Yousif Daifalla 2000 m Hindernis: 5. Platz |

### Rudern
| Mädchen - Muram Ali Einer: 22. Platz | Jungen - Musab Badawi Einer: 21. Platz |